# ホンゾダホン・トシフヤエワ
ホンゾダホン・トシフヤエワ（Khonzodakhon Toshkhujaeva、2000年3月3日 - ）は、ウズベキスタンのアーティスティックスイミング選手。ウズベキスタン代表として2017年世界水泳選手権（ハンガリー・ブダペスト）、2019年世界水泳選手権（韓国・光州）に出場した。
2018年、インドネシア・ジャカルタで開催された2018年アジア競技大会の女子団体で5位に入賞した。
2019年世界水泳選手権では、ソロテクニカルルーティンで予選16位、 ソロフリールーティンで予選20位という結果で終わった。